# سلس الإجهاد

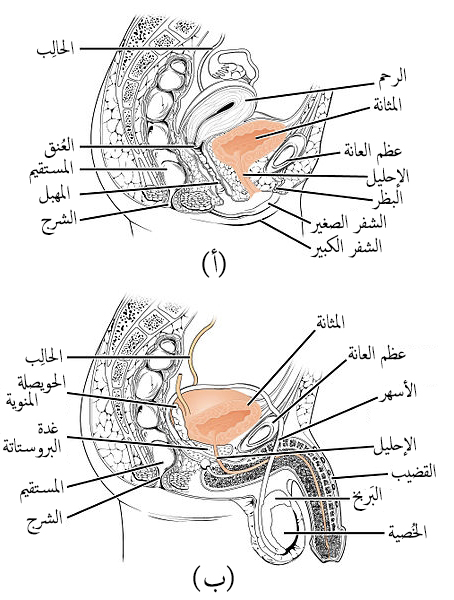
المسالك البولية في الرجال والنساء

سلس الإجهاد هو نوع من سلس البول الذي يحصل بسبب عدم قدرة العاصرة العضلية التي تغلق المثانة على الإغلاق بشكل محكم.

## الفيزيولوجيا المرضية
سلس الإجهاد هو تسرب البول الذي يحصل عند العطس، الضحك، السعال، ممارسة الرياضة، أو القيام بأي شيء يزيد الضغط داخل البطن، وبالتالي يزيد الضغط في المثانة. تقوم عضلات قاع الحوض بدعم العاصرة العضلية الموصولة بالإحليل. عندما يختل هذا الدعم، تفشل العاصرة في الإغلاق، وتسمح للبول بالتسرب.
أغلب الفحوصات المخبرية تأتي سالبة في حالة سلس الإجهاد.
بعض المصادر تفرق بين فرط الرخاوة في الإحليل بسبب اختلال في العضلات الداعمة، وبين الاختلال الوظيفي الذي يحصل في العاصرة البولية نفسها. الحالة الأخيرة أقل انتشاراً، وتتطلب علاجات مختلفة.

### الرجال
يحصل سلس الإجهاد عند الرجال بعد الجراحة المتعلقة بالبروستات في أغلب الأحيان.

### النساء
يعتبر الحبل، الولادة، البدانة، وسن اليأس عوامل الخطر الأساسية عند النساء. هذه العوامل تؤدي إلى إضعاف عضلات قاع الحوض الداعمة العاصرة العضلية، وقد تؤدي إلى تدمير العاصرة العضلية بذاتها، مولدةً سلس الإجهاد عند النساء.

## العلاجات المتوفرة

### تغييرات سلوكية
تتضمن هذه التقليل من شرب المياه والسوائل والمشروبات التي تحوي الكافيين لتسببها بتهيج المثانة. كذلك فإن التقليل من الدخان، الأطعمة التي تحتوي البهارات، المشروبات الغازية، الكحول قد يساعد بتخفيف تهيج المثانة.

#### خسارة الوزن
خسارة الوزن في النساء الذين يعانون من البدانة قد يساعد في تخفيف حدة السلس البولي

#### ممارسة التمارين
إحدى أهم الأمور التي ينصح بها الأطباء في علاج السلس البولي هي ممارسة التمارين التي تقوي عضلات قاع الحوض، أهمها تمرين كيجل. تقوم هذه التمارين بالتخفيف من السلس البولي من خلال تقوية عضلات قاع الحوض، وبالتالي إغلاق العاصرة العضلية بشكل أفضل، خاصةً في المرضى دون الستين عاماً. على المرضى القيام ب 24 تمريناً على الأقل لمدة 6 اسابيع.

#### تمرين المبولة
وهي طريقة تعتمد على جدولة مواعيد التبول خلال النهار، وقد تساعد في علاج السلس البولي. 

### فوط السلس
وهي عبارة عن فوط تمتص الرطوبة والبول الذي يخرج دون تحكم المريض. يوجد عدة نماذج وتصاميم للفوط.

### الكعكة المهبلية
تستخدم الكعكة المهبلية عند النساء، حيث يتم وضعها داخل المهبل لدعم الإحليل الذي يمر مباشرةً أمامه، ومساعدته على الإغلاق بشكل محكم. 

### الجراحة
يعتبر الحل الجراحي كبديل عند فشل الحلول الغير جراحية في علاج السلس البولي. 

#### زرع المعلاق
يعتبر زرع المعلاق Sling عبر فتحة المهبل الحل الأفضل لسلس البول عند النساء. في هذه التقنية، يقوم الجراح بالدخول عبر فتحة المهبل، الذي يمر بدوره مباشرةً خلف الإحليل، ويقوم بوضع معلاق داعم للإحليل، بحيث يمكّن العضلة العاصرة في الإحليل من الإغلاق بالشكل المطلوب، مانعاً تسرب البول. توجد عدة طرق جراحية لزرع المعلاق، ولكن توصي معظم المراجع باستخدام معلاق إحليلي وسطي Midurethral Sling (أي يعلق في الجزء الأوسط من الإحليل) عند النساء. إكتسب المعلاق المعدل أيضاً بعض الشعبية في السنوات الأخيرة عند الرجال، دون توفر معلومات من دراسات طويلة الأمد حول فعاليته. 

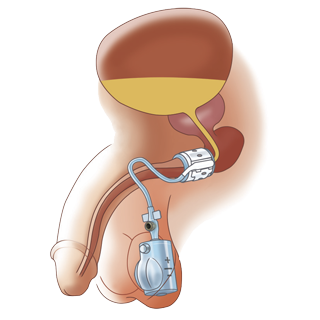
العاصرة البولية الإصطناعية من زيفير نموذج ZSI 375

#### العاصرة الاصطناعية
الصارّة الاصطناعية Artificial Urinary Sphincter، أو العاصرة الاصطناعية، تستخدم بشكلٍ أكبر في الرجال. في هذه التقنية، يدخل الجراح ويقوم بلف الجزء العاصر من الجهاز حول الإحليل، بذات الطريقة التي يلتف بها جهاز قياس الضغط حول ذراعك. يتصل هذا الجهاز بمضخة تزرع تحت الجلد، وعند كبسها من قبل المريض، تقوم بإرخاء الجزء العاصر، والسماح للبول بالخروج. بعد ذلك، يستعيد الجزء العاصر الضغط أوتوماتيكياً، مغلقاً الإحليل، ومانعاً أي تسرب للبول. 

#### إعادة المبولة إلى موقعها
في كثير من حالة السلس البولي عند النساء، يكون السبب تحرك المثانة، وبالتالي الإحليل، نزولاً نحو المهبل، بسبب ضعف العضلات الداعمة. بالتالي، إحدى التقنيات الجراحية تتضمن رفع المثانة وإعادتها إلى مكانها الطبيعي.

#### حقن المواد
يعمد البعض إلى حقن مواد حجمية إلى جانب الإحليل، وبالتالي الضغط عليه ومساعدته على الإغلاق.